# Angelo Caramel
Angelo Caramel (Fagarè della Battaglia, 1924 – Venezia, 8 marzo 1970) è stato un pittore italiano.

## Biografia
Nato a Fagarè della Battaglia, frazione di San Biagio di Callalta, in provincia di Treviso nel 1924 da Giacomo Caramel, pittore e saggista italiano e da Olga Gritti, compie studi classici e si dedica inizialmente alla poesia. Nel 1944 esce un volume intitolato "Prime Voci" edito da Longo e Zoppelli - Treviso con poesie scritte a 19 anni nel corso del 43.
Insofferente dell'ambiente culturale in cui vive, espatria clandestinamente in Francia. Rinviato in Italia vive per qualche tempo fra i lavoratori delle risaie nel Vercellese, sospinto dalla sua concezione impegnata dei problemi sociali. Tornato a Venezia si dedica a studi spiritualistici, filosofici classici e orientali frequentando anche l'Università di Padova. Nel 1949 e 50 si iscrive all'Accademia di belle arti di Venezia e frequenta la Scuola libera del nudo con Armando Pizzinato. Frequenta un gruppo di giovani artisti socialmente impegnati, con i quali stringe fraterna e quotidiana amicizia: Giovanni Pontini, Tancredi Parmeggiani, Gustavo Boldrini, Albino Lucatello, Bepi Longo, Raoul Schultz, Bruno Colussi, Girolamo De Stefani, Carlo Hollesch, lo scultore Giuseppe Romanelli, il critico e poeta Berto Morucchio, i coetanei Toniato e Castellani. Vive in Campo San Giacomo dell'Orio, nella casa del padre pittore e saggista, frequentata dai pittori più anziani tra cui Virgilio Guidi, Mario Deluigi, Ottone Marabini, e da altri intellettuali tra cui Piero Nardi, Luigi Stefanini, e più tardi Batacchi e Mario Stefani. Dal 1948 al 1952 esegue un ciclo di disegni astratti, di piccolo formato, probabili studi per opere di maggiore dimensione, ascrivibili a un pre-Spazialismo veneziano, oggi conservati nell'Archivio Giacomo, Angelo, Sergio, Claudio Caramel a Padova.

Osserva defilato il padre che espone in mostre personali e collettive  alla Galleria Bevilacqua la Masa, alle Mostre Provinciali di Treviso, alle collettive del  Premio Burano e del Premio Mestre.
Temperamento schivo, partecipa comunque alle polemiche e discussioni, fino al "Falò" di campo San Giacomo, con cui distrusse con altri coetanei quasi tutte le sue opere e la copiosa produzione poetica inedita. Fragile fisicamente, si rinchiude in un isolamento quasi totale dopo la morte dell'amico Tancredi  (1964) e nel 67 riprende silenzioso un ciclo di disegni di piccolo formato, centinaia di foglietti, che poi verranno esposti alla grande Mostra Retrospettiva di Ca' Vendramin Calergi. Si spegne a Venezia l'8 marzo 1970, a 46 anni, nello stesso giorno della morte dell'amico Pontini.
Il 4 dicembre 1971 il Comune di Venezia Assessorato alle Belle Arti organizza la  mostra retrospettiva "Angelo Caramel", prorogata fino al marzo del 1972. «...Ho il sospetto che ci troviamo di fronte, io e tutti, ad uno dei cicli più forti che abbia espresso un artista della nostra epoca..." scrive il critico giornalista Paolo Rizzi nel suo saggio pubblicato nel catalogo della mostra.  In un articolo pubblicato il 16 dicembre 1971, Guido Perocco scrive: "...una sequenza ininterrotta di trecento disegni, alternati ad alcuni quadri, attraverso questo grande libro aperto viene così proposta la scoperta di opera in opera, del mondo poetico di Caramel, dotato di vivacissima ricchezza inventiva, che vibra tra il segno, l'immagine e l'impressione colta immediatamente dalla realtà con occhio vigile e sensibile. La rassegna propone una lettura nuova ed intensa di un giovane solitario ed appartato...».

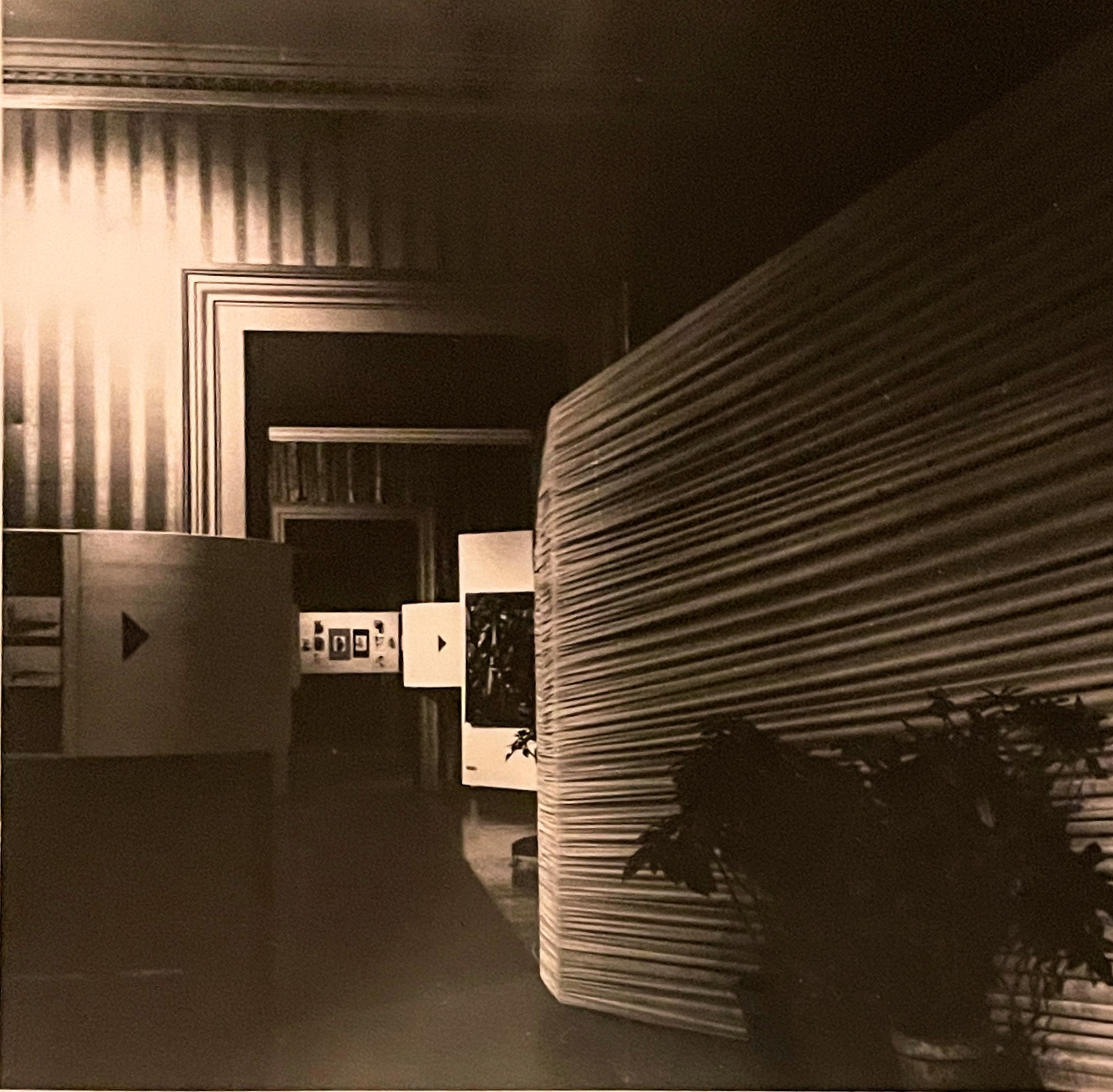
allestimento della mostra retrospettiva "Angelo Caramel" a Cà Vendramin Calergi, 1971 - 1972 progetto Sergio Palmi Caramel, grafica di Diego Birelli

Il Catalogo della Mostra è curato da Giuseppe Marchiori con un comitato esecutivo composto da Umbro Apollonio, Giulio Carlo Argan, Palma Bucarelli, Silvio Branzi, Berto Morucchio, Giovanni Mariacher, Rodolfo Pallucchini, Guido Perocco, Paolo RIzzi, Toni Toniato e Pietro Zampetti con contributi critici di Marchiori, Rizzi, Toniato, Pizzinato e Morucchio. L'allestimento espositivo della mostra viene progettato dal fratello di Angelo, Sergio Palmi Caramel (1925 - 1981) che incarica per la grafica della mostra e del catalogo Diego Birelli. allora direttore artistico della casa editrice Electa  e di Alfieri.  Alcune opere vengono acquisite dalla Fondazione musei civici di Venezia  ed entrano nella collezione permanente di Ca' Pesaro che li espone nelle sale dedicate al 900.
Nel 1996 esce il volume monografico "Giacomo, Angelo, Sergio, Claudio Caramel attraverso il 900" , edizioni L'Archivolto Milano collana i Menhir , che ripropone, per la prima volta dalla scomparsa, una selezione delle opere del pittore che in punto di morte chiese ai familiari di distruggere la sua produzione e in ogni caso di tenerla nascosta dal mercato; ragione che ha provocato il silenzio sulla sua opera fino alla pubblicazione della monografia.
Del 1997 la mostra alla Galleria d'arte San Pantalòn Venezia e del 2004 l'esposizione curata da Boris Brollo e Giorgio Baldo sui disegni di Giacomo e Angelo Caramel 1920-1970 organizzata dal comune di San Biagio di Callalta.